# Barycnemis tamaulipeca
Barycnemis tamaulipeca är en stekelart som beskrevs av Andrey Ivanovich Khalaim 2002. Barycnemis tamaulipeca ingår i släktet Barycnemis och familjen brokparasitsteklar. Inga underarter finns listade.